# Synandromyces peltoidis
Synandromyces peltoidis är en svampart som beskrevs av Thaxt. 1931. Synandromyces peltoidis ingår i släktet Synandromyces och familjen Laboulbeniaceae.   Inga underarter finns listade i Catalogue of Life.